# Bollrostnavling
Bollrostnavling (Xeromphalina cauticinalis) är en svampart som först beskrevs av William Withering, och fick sitt nu gällande namn av Kühner & Maire 1934. Enligt Catalogue of Life ingår Bollrostnavling i släktet Xeromphalina,  och familjen Mycenaceae, men enligt Dyntaxa är tillhörigheten istället släktet Xeromphalina,  och familjen trådklubbor. Arten är reproducerande i Sverige. Inga underarter finns listade i Catalogue of Life.